# Ligeti Stadion
A Ligeti Stadion Vácon található, korábbi nevén Vác Városi Stadion és jelenleg a Vác FC stadionja
Címe: Vác, Stadion u. 2. Befogadóképessége: 9 500 fő. A pálya mérete: 109×66 méter. Világítása és futópályája is van. A talajtípusa természetes füves, eredményjelzőtáblája elektronikus.

## Története
A stadiont 1967. október 4-én adták át. A nyitómérkőzés: Vác – Magyarország 1–5 edzőmérkőzés volt. Az eddigi nézőcsúcs 1990. október 13-án született, amikor az az FTC elleni bajnokira 15 000 ember látogatott ki. A mérkőzés végeredménye 1-1 lett.